# Vízimentő

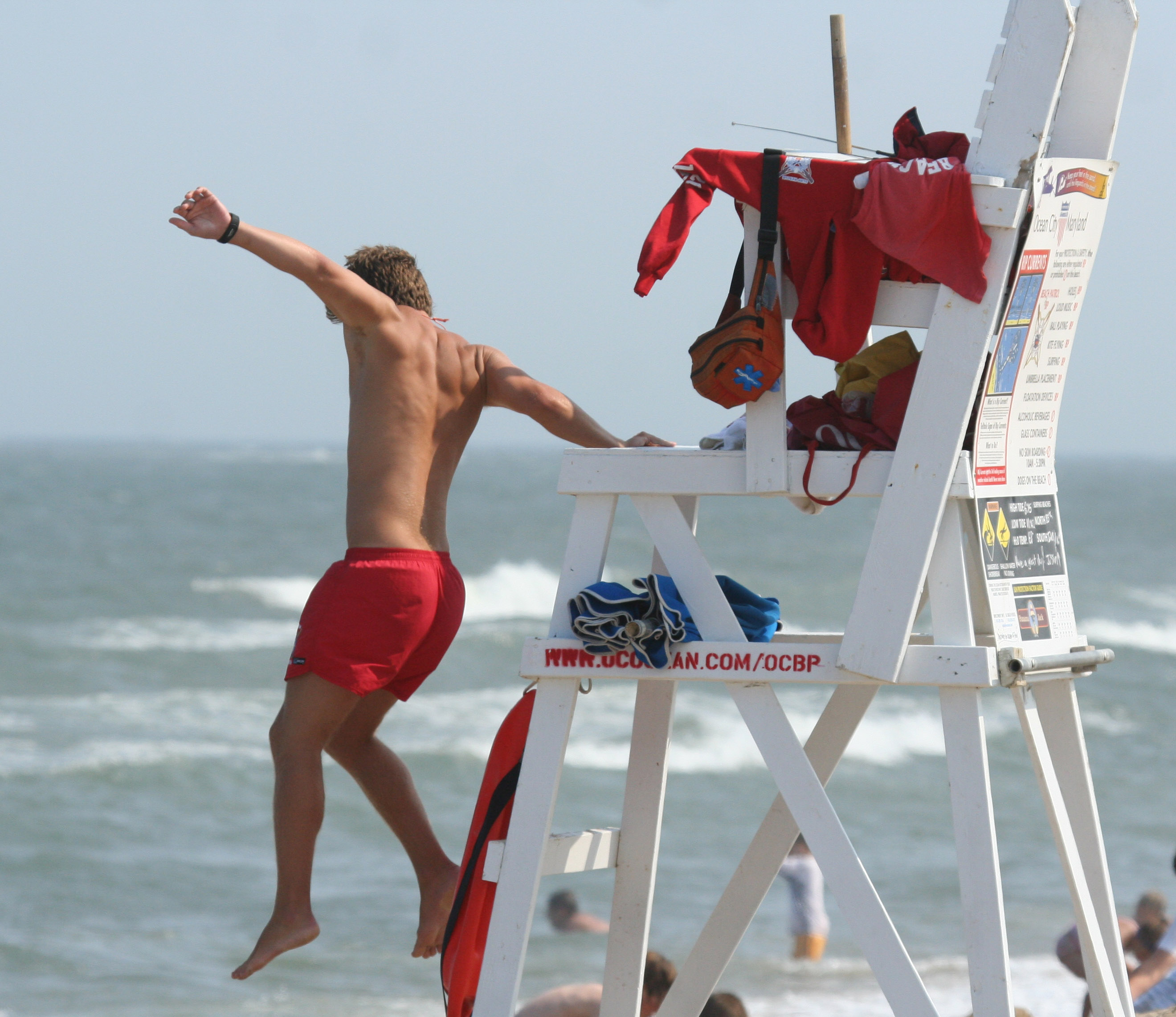
Egy vízimentő akcióban

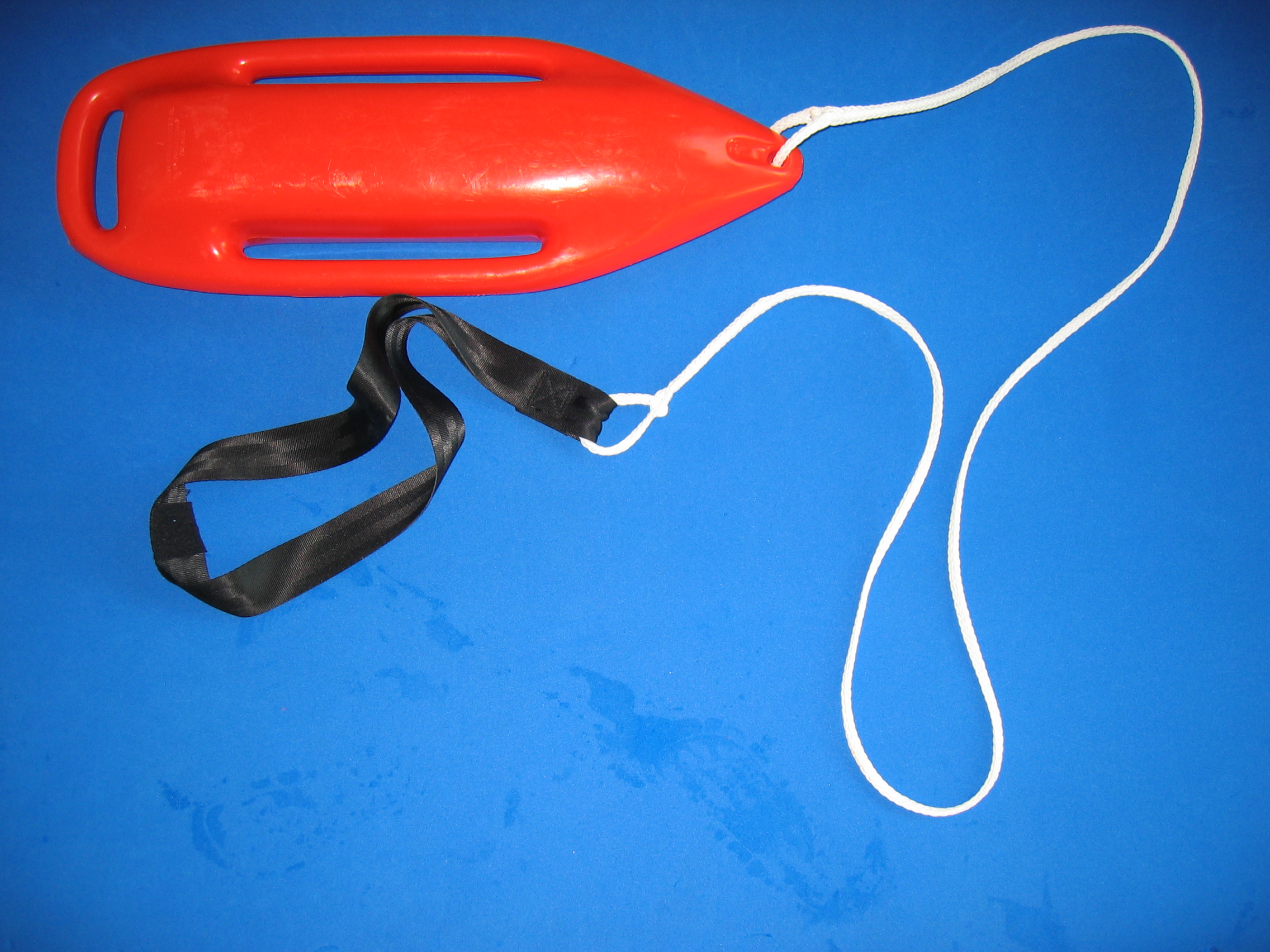
Bob Burnside "rescue can".

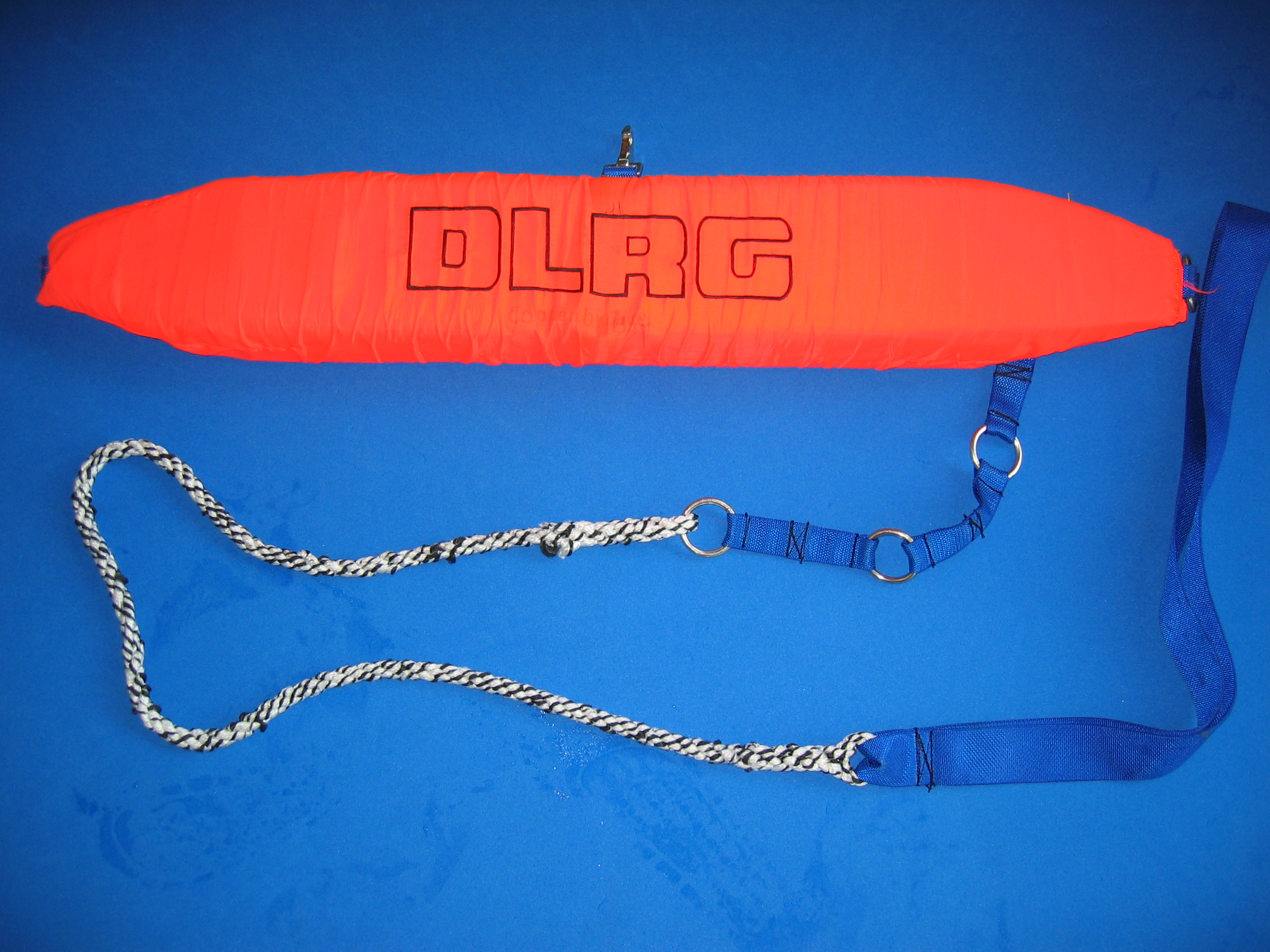
Pete Peterson "rescue tube".

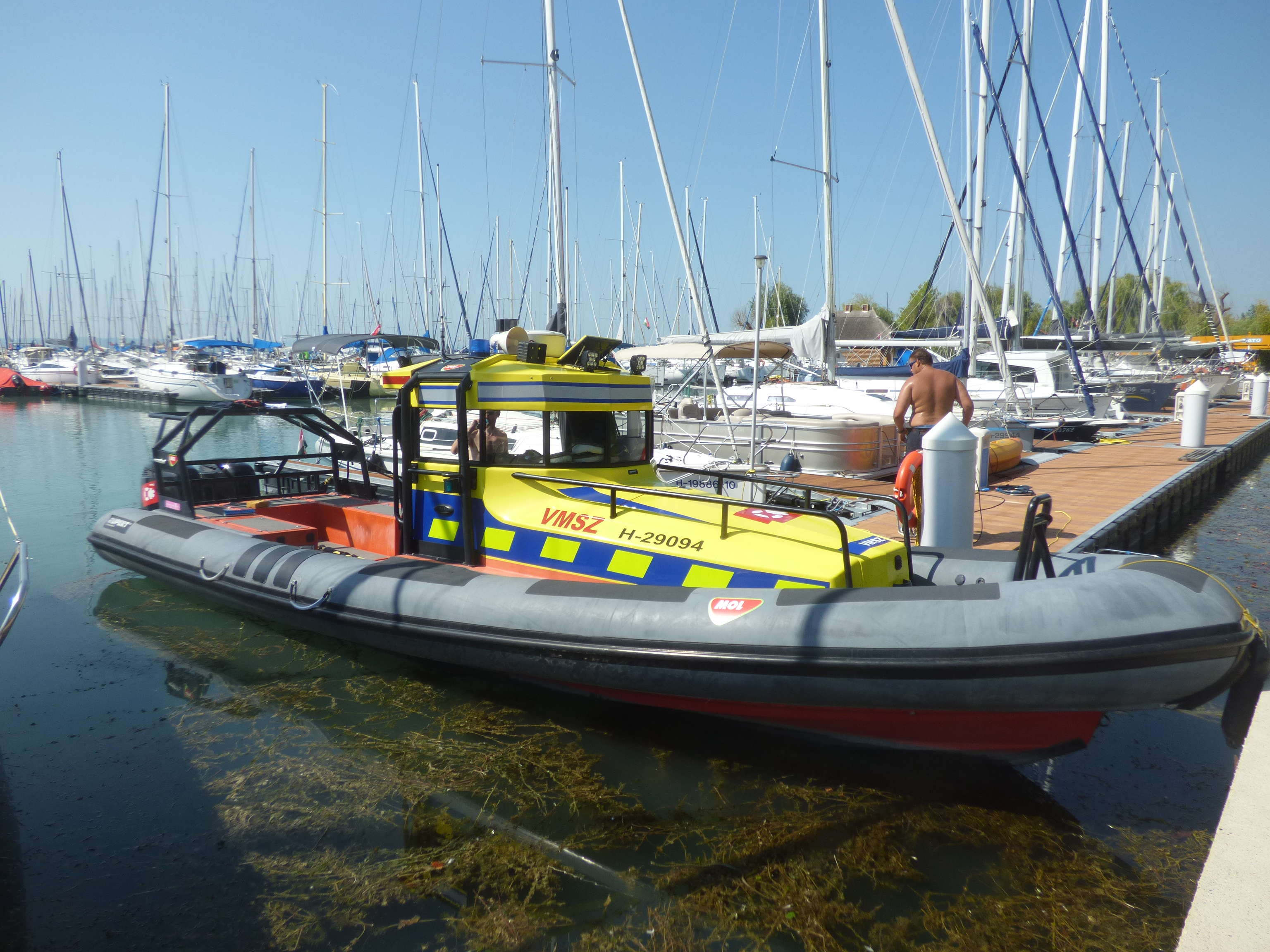
A Vízimentők Magyarországi Szakszolgálatának Rupert sürgősségi mentőhajója Alsóörsön

A vízimentő a fürdőzők és a vizet körülvevő környezet, mint például az úszómedence, a vízipark vagy pedig a strandok biztonsági felügyeletéért felelős személy. Ez különbözteti meg őket az életmentőktől, akik olyan hasonló tevékenységekben vesznek részt, mint a sport- vagy a gyakorlati életben való jártasság. A vízi mentésben képzett és hitelesített vízimentők kitűnő úszói minősítéssel rendelkeznek, az igényektől függően sokféle segédeszközt és felszerelést használnak és elsősegélyt alkalmaznak. A vízimentők egyes helyeken a biztosított sürgősségi szolgálatokhoz tartozhatnak, amelyek a balesetekért felelősek, de némely területeken a vízimentő-szolgálat hegyi mentéseket is végrehajt, illetve elsődleges sürgősségi orvosi szolgálatot is elláthat.